# 林義和
林義和（1909年10月1日—1941年9月8日），福建南竿塘人，民國初年地方勢力。

## 生平

### 早年生涯
清光緒29年（1909年），林義和於生於福建省南竿塘西尾村（今連江縣南竿鄉四維村），乳名「利利」，鄉人暱稱「乞食仔利」，祖籍福建省長樂縣金峰鎮錦鳳鄉。年少時秉性活潑好動，好賭成性，僅略識幾個文字。14歲時開始學習近海漁業，由於體型瘦高，動作靈敏，16歲就能獨當一面。後來遭鐵板村陳姓兄弟誣陷與欺負，憤而棄漁從商。在父親資助下，林義和購置二手中型木質帆船一艘，以福建平潭做為主要經商港口，從事貨物運輸。後來事業規模逐漸擴大，貨船遍及福州、連江、長樂、福清等福建沿海港口。
1937年9月，日軍控制閩江口海域，洗劫沿海船隻，馬祖列島形同無政府狀態。某次，日軍攔截了兩艘載滿貨物的貨船，停泊於南竿塘馬祖澳多日，林義和覬覦船上貨物，在偵查後便率眾在夜間搬走貴重貨物。

### 割據勢力
1938年4月26日晚上，依附日軍的海盜吳依恪，率領二十餘人襲擊北竿塘（今北竿島）。竿塘聯保主任王宣猷拒絕交出槍械和文件，遭槍殺殉職。此後吳依恪便仗勢欺壓南北竿塘鄉民。在洗劫西尾村期間，對林義和妻子朱氏進行刑求，逼迫交出財物。保長翁成燦、陳郡利都攜眷逃往筱埕鎮，請求連江縣政府追剿吳依恪。縣長莫潤薰在取得省主席陳儀同意後，由林義和組織敢死隊數十人，潛回南竿。6月中旬，林義和率眾擒獲吳依恪，押送縣城，6月19日斬首示眾。縣政府對有功人員發給獎金1,700元，並委任林義和為縣府探警，負責海上緝私。
然而之後緝私過程，隊員侵吞部分緝獲的一批煙土，遭到縣府追查。林義和遭到逮捕並解職，親友籌措鉅款，賄賂官員，才獲得釋放。遭到解職後，林義和開始自組地方武力，趁福澳村謝神演戲，與曹常霖等十餘人，襲擊竿塘鄉公所，洗劫槍枝彈藥。後來又前往大陸劫持千噸鐵殼貨船「智多號」，從此武裝勢力迅速擴展，成為閩江口和馬祖列島的割據勢力。

### 投靠日軍期間
1939年，林義和依附日軍，擔任日本傀儡政權「福建和平救國軍」第二集團軍第一路軍司令，收編海盜林震為獨立支隊，盤據白犬島，計約500餘人（今連江省莒光鄉）。和平救國軍在海上及沿海一帶大肆劫掠，各集團軍之間各自擴張勢力，互相傾軋。中華民國的軍統特務也派出多名特工人員下海，爭奪勢力範圍。
1940年初福建和平救國軍第二集團軍總司令余宏清於南竿塘陣亡，副司令王福民接任，但由林義和實際掌權。林義和回到南竿塘後，重整舊部，招兵買馬。鼎盛時期部眾高達三千餘人，船舶數十艘，向沿海船隻收取保護費（「做餉」）。此時，第一集團軍的張逸舟已實際上已被軍統所控制，但此時張的實力還沒有林義和強大，因而利用日本設在廈門的興亞院勢力，於1940年底吞併第三集團軍，造成與林義和勢均力敵局面。1940年8月27日，林震與軍統王調勳、鄭德民等搭上關係，對林義和分贓不均甚為不滿，想自立門戶，派陳依發200餘人率部眾偷襲芙蓉澳司令部，林義和跳窗脫逃，把財物洗劫一空。後來經興亞院調停，林震將責任全部推給陳依發，把陳依發做為代罪羔羊槍決。但此時林震實際已投入張逸舟懷抱，使義和實力有所削弱。張逸舟利用日軍和軍統勢力，常派特務探知林義和內情，並從中策反，以便徹底吞併之。林義和得知張逸舟與興亞院及軍統關係密切，深感受制嚴重。
1941年8月初，林義和透過竿塘鄉長翁成燦等人連絡連江縣長謝真，希望重新投靠中華民國政府。9月28日，中華民國收復連江縣後，謝真於當日在筱埕海潮寺與林義和會晤。林義和自稱因自己身處日本海軍勢力範圍之內，才接受軍職，自稱對日軍殘暴行為深為痛恨，請求中國政府予以諒解。謝真則要求林義和完成「獻敵人首級」和「奪取川石島」等數項要求，但林義和都無力達成。因此中國政府對於林義和始終抱持懷疑態度。
但由於投靠中國的消息走漏，1942年4月初，林義和被召到興亞院質問，日軍一方面斥責林氏說如果投靠中國，就派軍艦殲滅，一方面拉攏說日軍將於不久後將大舉進攻，需要他繼續執行任務，若違抗則將其殲滅。4月10日，日軍派艦把林送回南竿塘，隨派8名特工監視。林義和回南竿後情緒低落，尋找退路。翌日乘船到東沖、嵛山，與其下屬蔡功商議，在東沖設辦事處勒收稅款，並委蔡為辦事處主任，預作準備。
另一方面，張逸舟得知林義和在廈門被日軍斥責後，4月17日，派林震、鄭德明、林滄圃等率1,000多人包圍東引，殲滅第二集團軍第三路軍李輝部隊，使得林義和失去羽翼。7月初，林義和把主力逐步從南竿塘向霞浦東沖一帶轉移。8月7日，霞浦縣長莊臬坤電告第三戰區，林義和即將前往東沖投誠的事情，然而中國政府始終沒有回應。
9月6日，日軍一艘砲艇駛抵南竿塘芙蓉澳，邀請正副令司登艇會面，林義和率王福民、盧演昆、翁慶生等人赴約，登船時，隨行護衛被擋駕，4人登船後，立刻被扣押。砲艇出港，日軍將四人交給等候於港外的張逸舟所屬輪船「共存丸」號。當天，張逸舟率部登岸突襲，林義和部眾1,800人被俘，砲隊、機槍等重武器及步槍646枝，全部遭繳械。9月8日，張逸舟幹部黃玉樹、鄭德明與林滄圃等三人，在「共存丸」號輪船密商，決定以鐵板綑綁林義和，投沉於南北竿之間的進嶼海域，得年僅34歲。

## 史蹟
1941年，林義和回到南竿塘期間，在南竿塘芙蓉澳為中心，大興土木，至今芙蓉澳的司令部舊址仍在。
於鐵板造了一口井，讓當地居民每天都有水可以喝

## 家庭
林義和娶有四妻，與第二任妻子朱氏生育一女一子，兒子早夭：
- 女兒林好音：曾任多屆婦女會理事長及縣政諮詢代表
- 女婿黃星華：曾任東引鄉長、縣府建設科長及漁會總幹事
  - 外孫黃克文
  - 外孫女黃如琴：曾任婦女會理事長
  - 外孫女婿曹爾忠：曾任連江縣立法委員